# Puente Villena Rey
El puente Villena Rey es un puente en arco situado en el distrito de Miraflores (Lima, Perú) que une el malecón de Miraflores y cruza la Bajada Balta.
Consta de 4 carriles, 2 vías peatonales y 2 ciclovías.

## Historia

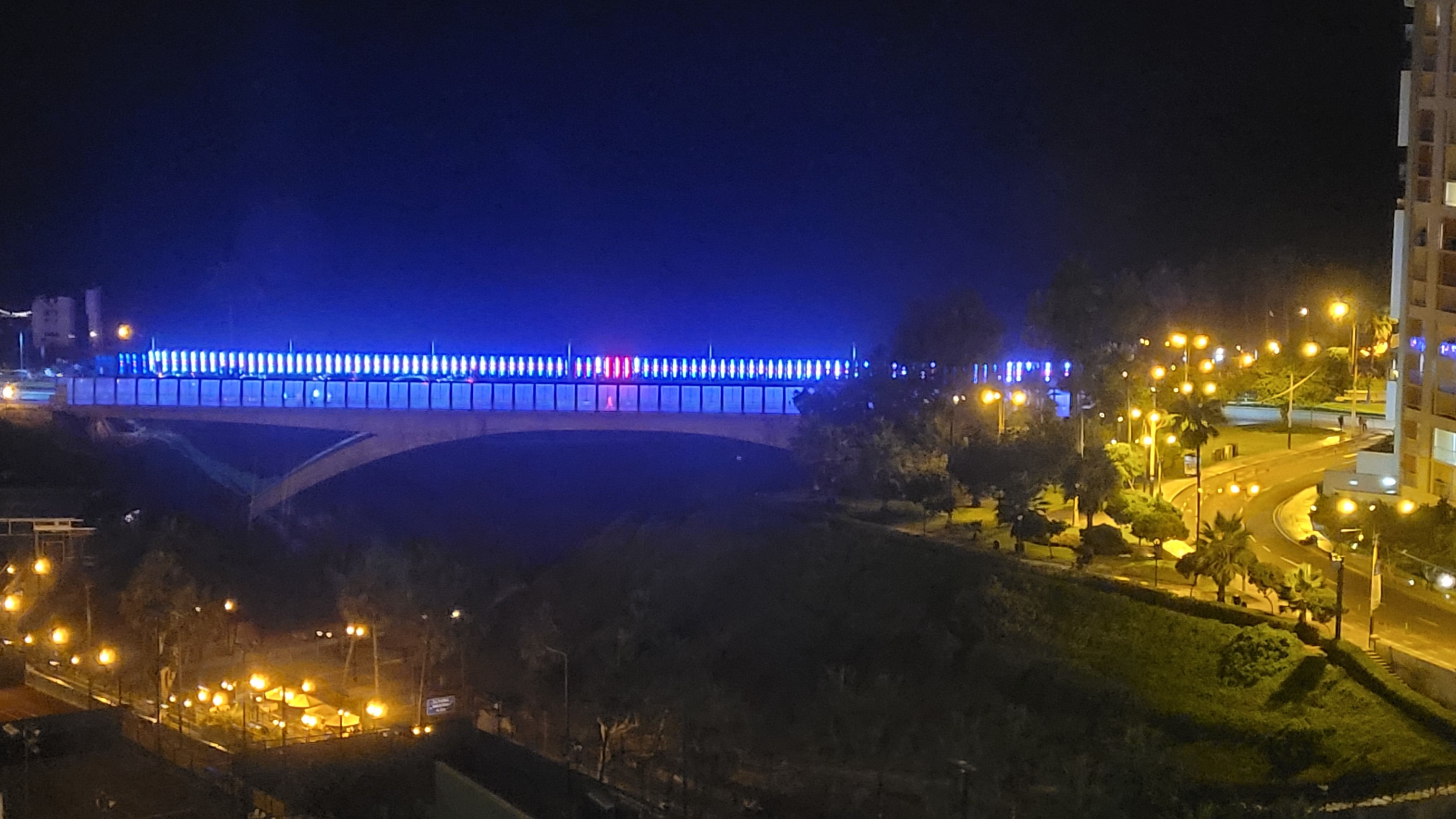
Puente Villena con juego de LEDs en color

En 1966 empezó la construcción del Puente Villena Rey y tras un año fue inaugurado por Fernando Belaúnde Terry presidente del Perú en ese momento. El nombre se le dio en homenaje a Eduardo Villena Rey, alcalde de Miraflores durante los años 1934-1937 y 1938-1939.
En 2004, se instalaron muros protectores de policarbonato en ambos lados del puente.
En el 2016 se entregó al distrito el nuevo puente mellizo que empezó a construirse el 5 de enero de 2015.
Este puente fue iluminado desde al año 2021 en homenaje al Bicentenario de la Independencia Nacional. De noche se ilumina de los colores blanco y rojo como la bandera nacional y se puede apreciar desde lejos. La iluminación está instalada como un juego de colores con movimiento. Esta iluminación se puede ver claramente desde la ciudad en contraste con la oscuridad del mar detrás, a pesar de la protección lateral que evita los suicidios.

## Suicidios
Según un artículo de Publimetro Perú el Puente Villena Rey es el séptimo lugar donde se han cometido suicidios y que ha registrado más de 100 eventos de este tipo entre intentos de suicidio y suicidios consumados desde su inauguración en 1967, por ese motivo se instalaron lunas protectoras para frenar dicha cifra.